# Ancienne Grande Bulgarie
Pour les articles homonymes, voir Grande Bulgarie.
632–668
Entités précédentes :
- Onoghours
- Avars
- Khazars

Entités suivantes :
- Khazars

L'Ancienne Grande Bulgarie ou Vieille Grande Bulgarie ou Grande Bulgarie ancienne (d'après les chroniques byzantines, en grec ancien : Παλαιά Μεγάλη Βουλγαρία) est un territoire du haut Moyen Âge qui a existé approximativement de 632 aux années 668. Il était situé au sud de la steppe pontique, entre le Dniestr à l'ouest et la basse Volga à l'est, et bordé au sud par la mer Noire et la mer d'Azov.

## Origines
Les Proto-Bulgares (nommés aussi Onoghours-Bulgars), nom par lequel les historiens désignent les anciens Bulgares (peuple turcophones de la steppe pontique), pour les distinguer des Bulgares actuels (peuple slave méridional des Balkans), s'étaient établis en Europe de l'Est dans le sillage des Huns au cours des IVe et Ve siècles. Ils occupaient un territoire qui se situait entre le fleuve Kouban, le Donets et le Dniestr et était délimité au sud par la mer d'Azov et la mer Noire.

## Fondation de l'État bulgare
À la suite de la défaite des Sassanides, auxquels s'étaient alliés les Avars lors de la guerre perso-byzantine de 602 à 628, les peuples sous domination des Avars se révoltent.
En 632, le knèze Koubrat (605-665) unifie les tribus de son peuple et défait les Avars. Il crée alors un khanat (royaume turc) sur le territoire qu'occupaient les Proto-Bulgares à cette époque. Pour le différencier des futurs États bulgares qui seront créés plus tard dans le bassin du Bas Danube, ce premier royaume bulgare est appelé par les historiens Ancienne Grande Bulgarie ou Vieille Grande Bulgarie.
Après la mort de Koubrat en 665, Batbayan, son fils aîné, lui succède mais pour quelques années seulement, car à partir de l'année 668 le khanat de Koubrat se disloque. 

États et territoires de la steppe pontique vers 650 EC.

## Disparition du khanat et migration des Proto-Bulgares

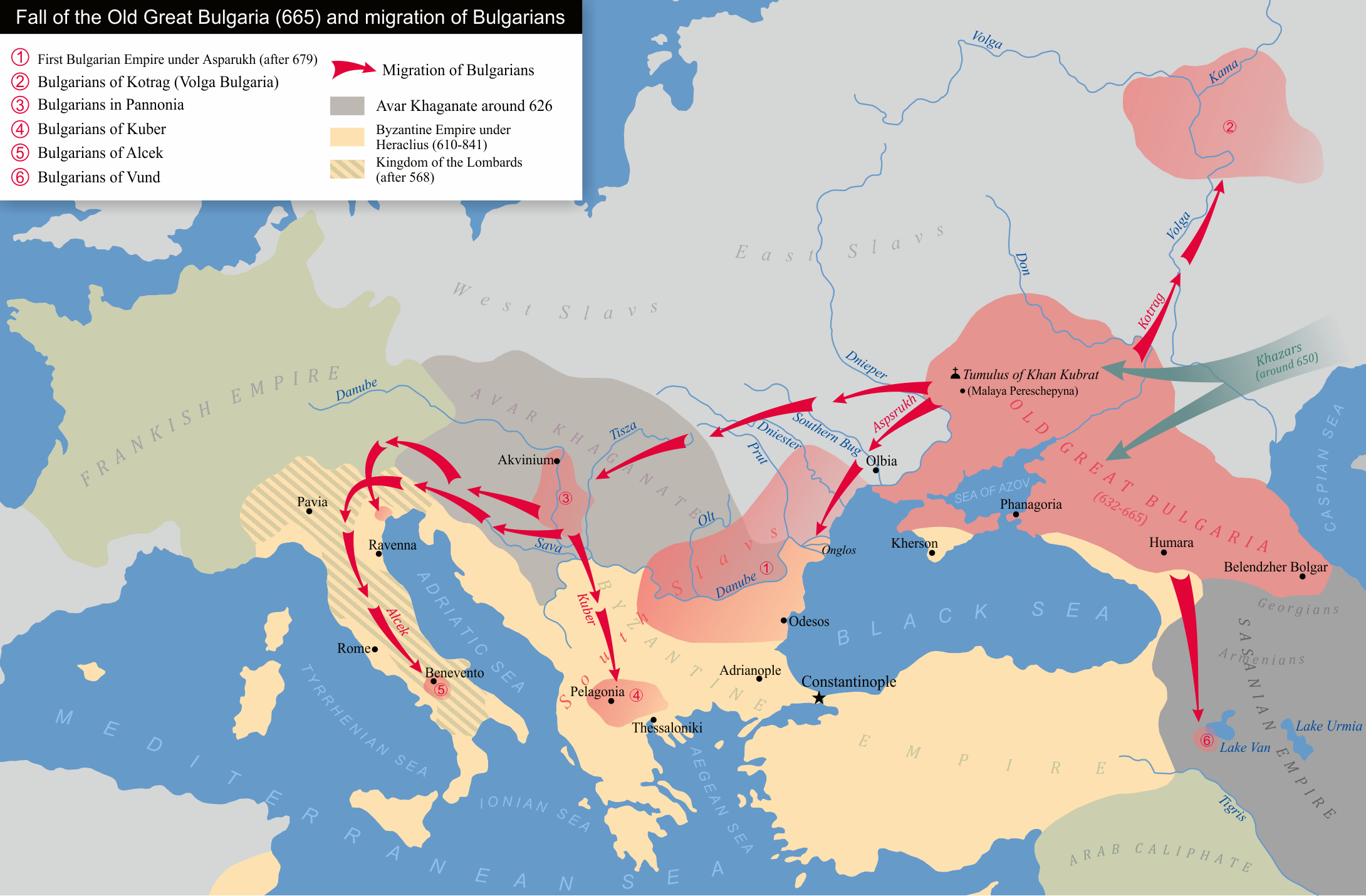
Migration des Proto-Bulgares dans les années 670.

À partir de l'année 668, les Khazars envahissent progressivement le khanat fondé par Koubrat et chassent les Proto-Bulgares de leur territoire.
Batbayan reste sur les terres de son père mais il est rapidement soumis par les Khazars et le territoire de la Grande Bulgarie est intégré dans leur khaganat. Le reste du peuple proto-bulgare, entraîné par les autres fils de Koubrat, dont Asparoukh et Kouber, se disperse vers le nord ou vers l'ouest.
Conduite par Asparoukh et Kouber, une partie des Proto-Bulgares franchit le Dniepr et migre vers les Carpates et le delta du Danube (ils formeront le futur khanat bulgare du Danube), tandis que d'autres Proto-Bulgares migrent vers le nord (ceux-ci formeront le futur khanat bulgare de la Volga).